# Iouri Podladtchikov
Iouri Podladtchikov (ros. Юрий Юрьевич Подладчиков, Jurij Jurjewicz Podładczikow; ur. 13 września 1988 w Podolsku) – rosyjski snowboardzista reprezentujący Szwajcarię od sezonu 2006/2007, mistrz olimpijski i trzykrotny medalista mistrzostw świata.

## Kariera
Po raz pierwszy na arenie międzynarodowej pojawił się 29 marca 2003 roku w Szukołowie, gdzie w mistrzostwach Rosji zajął 30. miejsce w snowcrossie. W 2004 roku wystartował na mistrzostwach świata juniorów w Oberwiesenthal, gdzie był siedemnasty w big air. Jeszcze dwukrotnie startował na imprezach tego cyklu, jednak nie poprawił tego rezultatu.
W zawodach Pucharu Świata zadebiutował 29 października 2004 roku w Saas-Fee, zajmując 31. miejsce w half-pipie. Na podium zawodów tego cyklu po raz pierwszy stanął 1 września 2007 roku w Cardronie, kończąc rywalizację w tej konkurencji na drugiej pozycji. W zawodach tych rozdzielił Ryō Aono z Japonii i kolejnego reprezentanta Szwajcarii, Rolfa Feldmanna. Najlepsze wyniki osiągnął w sezonie 2007/2008, kiedy to zajął 13. miejsce w klasyfikacji generalnej oraz triumfował w klasyfikacji halfpipe’a.
W 2014 roku wywalczył złoty medal w halfpipie podczas igrzysk olimpijskich w Soczi. W zawodach tych pokonał dwóch Japończyków: Ayumu Hirano i Taku Hiraokę. Był też czwarty w tej samej konkurencji na rozgrywanych cztery lata wcześniej igrzyskach olimpijskich w Vancouver, przegrywając walkę o medal ze Scottym Lago z USA. W 2011 roku zdobył srebrny medal na mistrzostwach świata w La Molina, plasując się za Nathanem Johnstone’em z Australii i Markusem Malinem z Finlandii. Podczas rozgrywanych dwa lata później mistrzostw świata w Stoneham był najlepszy, pokonując Hiraokę i Malina. Kolejny medal zdobył w 2017 roku, zajmując drugie miejsce na mistrzostwach świata w Sierra Nevada. Tym razem na podium rozdzielił Australijczyka Scotty’ego Jamesa i kolejnego Szwajcara, Patricka Burgenera. Był też między innymi czwarty na mistrzostwach świata w Kreischbergu w 2015 roku, gdzie w walce o podium lepszy okazał się Tim-Kevin Ravnjak ze Słowenii.
W sierpniu 2020 roku ogłosił zakończenie sportowej kariery.

## Osiągnięcia

### Igrzyska olimpijskie
| Miejsce | Dzień     | Rok  | Miejscowość | Konkurencja | Zwycięzca   |
| ------- | --------- | ---- | ----------- | ----------- | ----------- |
| 37.     | 12 lutego | 2006 | Turyn       | Halfpipe    | Shaun White |
| 4.      | 17 lutego | 2010 | Vancouver   | Halfpipe    | Shaun White |
| 1.      | 11 lutego | 2014 | Soczi       | Halfpipe    | -           |

### Mistrzostwa świata
| Miejsce | Dzień       | Rok  | Miejscowość   | Konkurencja | Zwycięzca        |
| ------- | ----------- | ---- | ------------- | ----------- | ---------------- |
| 43.     | 19 stycznia | 2007 | Arosa         | Big air     | Mathieu Crepel   |
| 56.     | 20 stycznia | 2007 | Arosa         | Halfpipe    | Mathieu Crepel   |
| 2.      | 20 stycznia | 2011 | La Molina     | Halfpipe    | Nathan Johnstone |
| 1.      | 20 stycznia | 2013 | Stoneham      | Halfpipe    |                  |
| 4.      | 16 stycznia | 2015 | Kreischberg   | Halfpipe    | Scotty James     |
| 2.      | 11 marca    | 2017 | Sierra Nevada | Halfpipe    | Scotty James     |
| 10.     | 8 lutego    | 2019 | Park City     | Halfpipe    | Scotty James     |

### Puchar Świata

#### Miejsca w klasyfikacji generalnej
- sezon 2004/2005: -
- sezon 2005/2006: 153.
- sezon 2006/2007: 189.
- sezon 2007/2008: 13.
- sezon 2008/2009: 45.
- sezon 2009/2010: 92.
  - AFU[2]
- sezon 2010/2011: 21.
- sezon 2011/2012: 14.
- sezon 2012/2013: 30.
- sezon 2013/2014: 84.
- sezon 2014/2015: -
- sezon 2015/2016: 43.
- sezon 2016/2017: 20.
- sezon 2017/2018:

#### Zwycięstwa w zawodach
1. Saas-Fee – 2 listopada 2007 (halfpipe)
2. Arosa – 26 marca 2011 (halfpipe)
3. Saas-Fee – 3 listopada 2011 (halfpipe)
4. Laax – 20 stycznia 2018 (halfpipe)

#### Pozostałe miejsca na podium
1. Cardrona – 1 września 2007 (halfpipe) – 2. miejsce
2. Sungwoo – 16 lutego 2008 (halfpipe) – 3. miejsce
3. Valmalenco – 16 marca 2008 (halfpipe) – 2. miejsce
4. Bardonecchia – 7 lutego 2009 (halfpipe) – 3. miejsce
5. Cypress – 14 lutego 2009 (halfpipe) – 3. miejsce
6. Cardrona – 26 sierpnia 2009 (halfpipe) – 2. miejsce
7. Soczi – 14 lutego 2013 (halfpipe) – 2. miejsce
8. Cardrona – 30 sierpnia 2015 (halfpipe) – 3. miejsce
9. Copper Mountain – 16 grudnia 2016 (halfpipe) – 2. miejsce
10. Laax – 21 stycznia 2017 (halfpipe) – 3. miejsce

W sumie (4 zwycięstwa, 5 drugich i 5 trzecich miejsc).